# Firngleiter

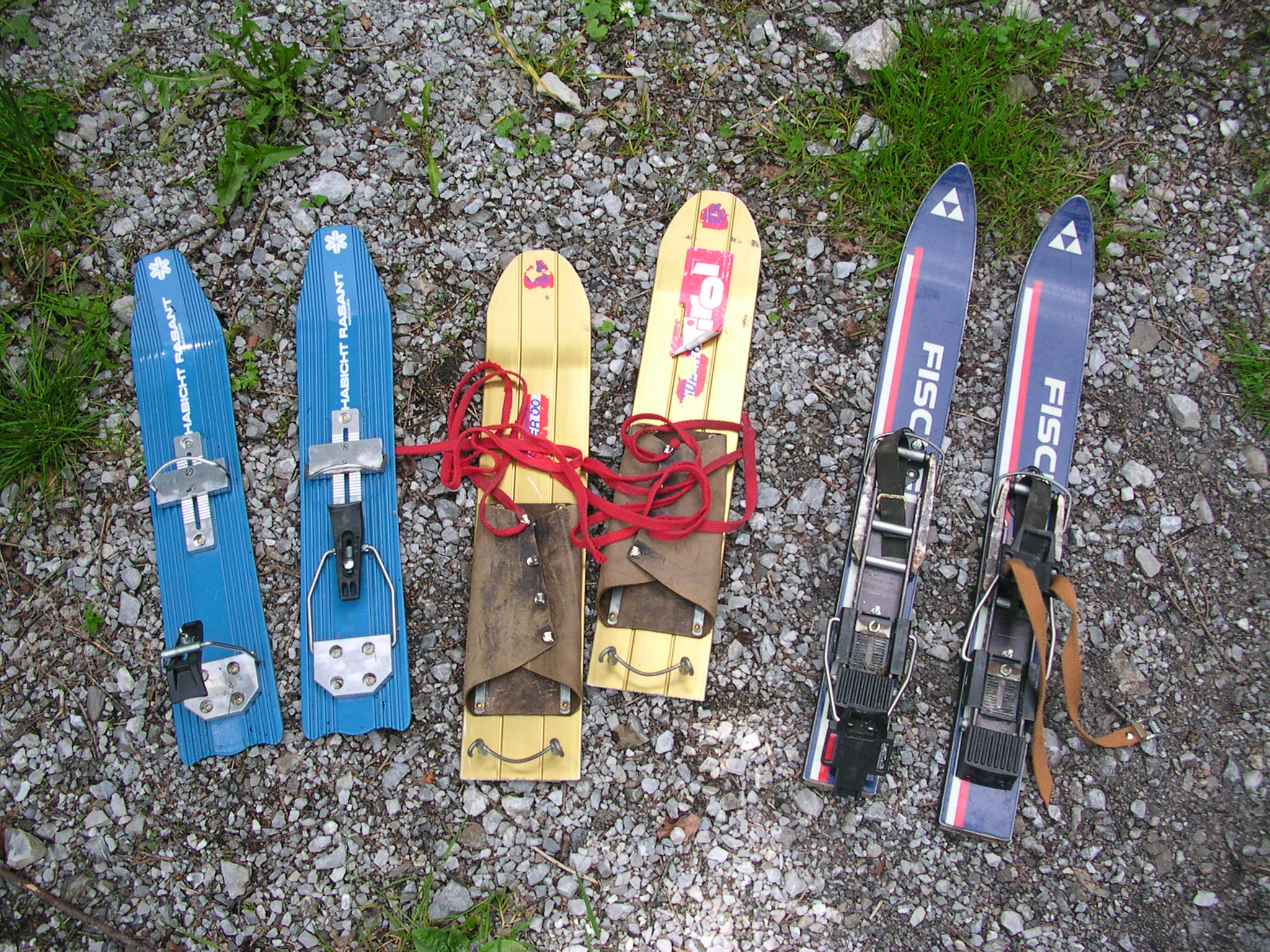
Verschiedene Figlmodelle: Moderne Leichtmetallfigl mit Klappbindung, Klassische Leichtmetallfigl mit Schnürbindung, abgeschnittene Skier mit Klappbindung

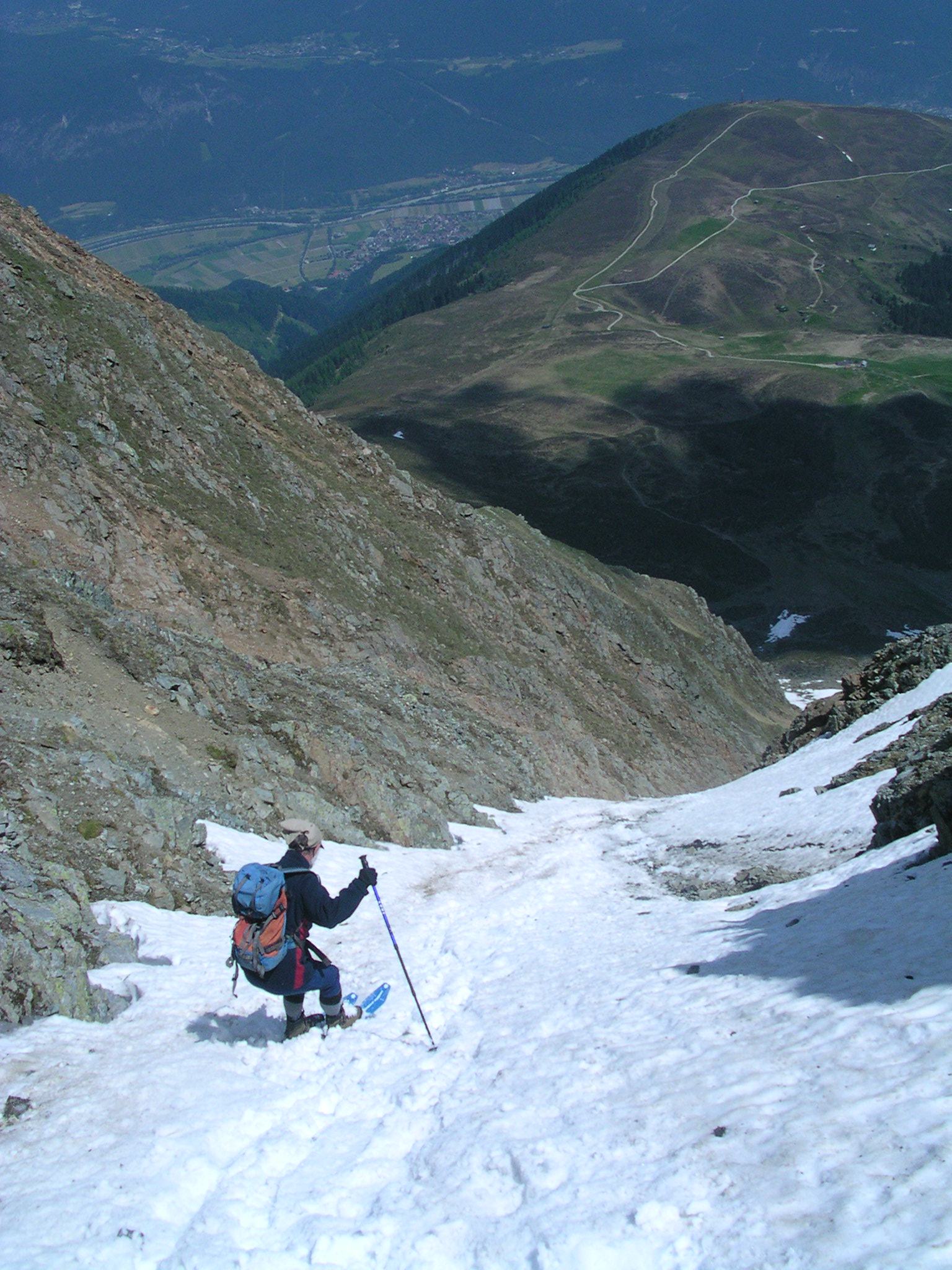
Firngleiter eignen sich besonders für die Abfahrt durch schmale Firnrinnen im Frühjahr

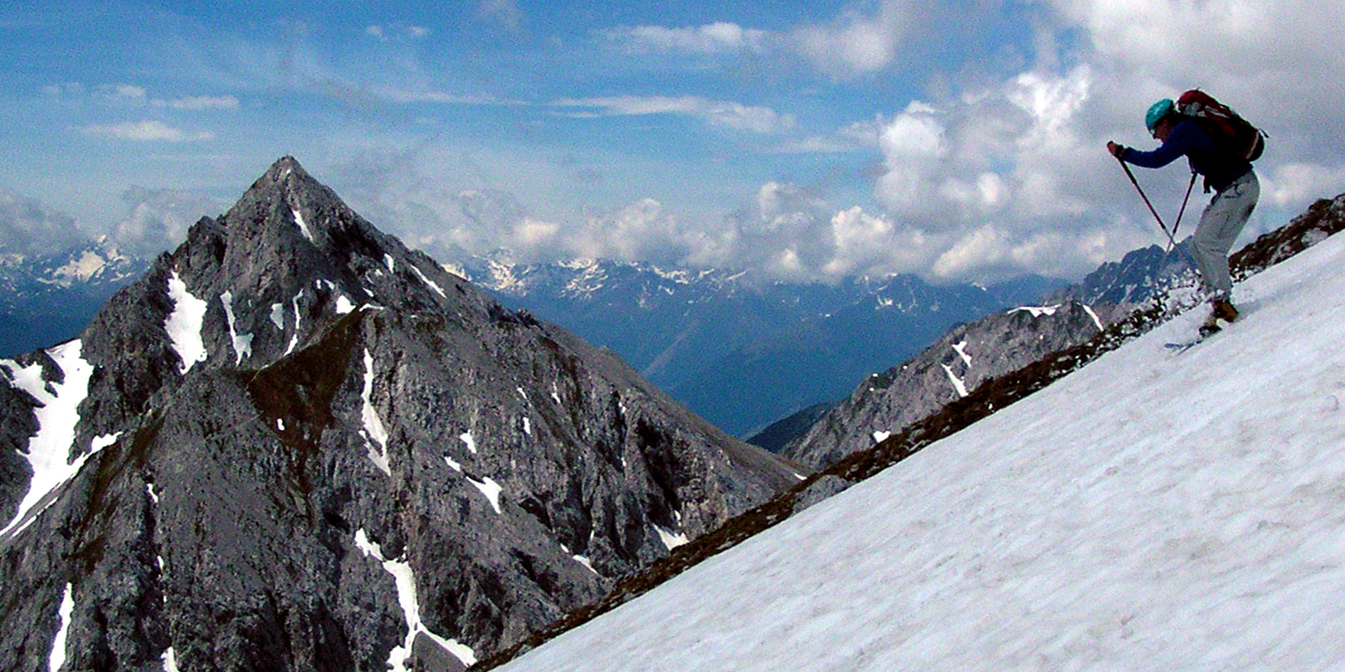
Beim Firngleiten wird im Vergleich zum Skifahren mit starker Rücklage gefahren

Ein Firngleiter (abgekürzt Figl) ist ein kurzskiähnliches Wintersportgerät, das vor allem zur Abfahrt auf Firn (weichem Frühjahrsschnee) verwendet wird.

## Bauweisen
Firngleiter sind etwa 50 bis 66 cm lange Skier mit einer am Ende montierten Bindung. Klassische Firngleiter sind aus Leichtmetallblech (oder auch Holz) gefertigt und etwas breiter als normale Skier. Als Bindungssystem wird häufig eine einfache Schnürbindung verwendet, die die Verwendung jedes festen Schuhwerks (auch verschiedener Größen) ermöglicht. Klappbindungen bieten festeren Halt, verlangen aber die Einstellung auf eine bestimmte Schuhgröße und die Verwendung von steigeisenfesten Bergschuhen oder Skischuhen. Darüber hinaus werden Firngleiter heute oft im Eigenbau aus gebrauchten, abgesägten Skiern mit einer neu montierten Bindung hergestellt.
Ähnliche Sportgeräte wie Firngleiter sind Kurzski („Big Foot“ von Kneissl, „Snowblade“ von Salomon). Bei Kurzski ist die Bindung jedoch nicht am Ende, sondern in der Mitte der Gleitfläche montiert.

## Fahrweise
Beim Fahren mit Firngleitern hat der Sportler im Gegensatz zur herkömmlichen Skitechnik eine starke Rücklage. Im Gegensatz zu Skiern,  die hauptsächlich über Seitwärtsbewegungen und durch Einsatz der Kanten gesteuert werden, kontrolliert man Firngleiter mehr durch Vor- und Rückwärtsverlagerung des Gewichts. Zum Beschleunigen verlagert man das Gewicht nach vorne, zum Bremsen werden die Fersen in den weichen Schnee gedrückt und der Körperschwerpunkt nach hinten gebracht. Durch diese Technik ist bei Firngleitern Bremsen auch während des Geradeausfahrens möglich. Häufig werden beim Firngleiten auch Skistöcke zur Stabilisierung verwendet, sie spielen jedoch eine geringere Rolle als beim Skifahren.

## Verwendung
Firngleiter eignen sich besonders zum Fahren auf weichem Frühlingsschnee (Firn) und an steilen Hängen. Zu dieser Jahreszeit werden sie von Bergsteigern häufig als Abstiegshilfe bei Bedingungen eingesetzt, die für Skitouren nicht mehr günstig sind: Wenn im Frühling bis Frühsommer keine durchgehende Schneedecke mehr vorhanden ist, erweisen sich Figl als vorteilhaft, da sie aufgrund ihres geringen Gewichts kein großes Hindernis beim Aufstieg in aperem Gelände darstellen. Zudem ermöglichen sie (je nach Modell) den Aufstieg mit normalen Bergschuhen. Bei der Abfahrt durch oft nur schmale noch schneebedeckte Rinnen ist weiterhin der im Vergleich zu Skiern geringere seitliche Platzbedarf von Vorteil.
Für tiefen Pulverschnee oder Harsch sind Figl hingegen kaum geeignet. Auf Skipisten werden meist keine klassischen Firngleiter, sondern figlähnliche Kurzski verwendet.
Abseits des Bergsteigens werden Figl auch als Rennsportgerät verwendet. Trotz rückgehenden Trends werden immer noch Rennen mit Firngleitern veranstaltet, wie die Österreichischen Meisterschaften und Europameisterschaften, die von bis zu 150 Startern aus Deutschland, Österreich, der Schweiz und Liechtenstein bestritten werden. Hierbei werden nicht unbeträchtliche Geschwindigkeiten erreicht: der bis heute gültige Geschwindigkeitsweltrekord aus dem Jahr 1985 aufgestellt von Dieter Vonier (nur in der Papierausgabe vom Guinness-Buch der Rekorde 1988 verzeichnet) beträgt 136 km/h.

## Geschichte
Die Anfänge des Firngleitens reichen bis ins Jahr 1930 zurück. Der Grazer Karl Taul wird ebenso als Erfinder der Figl genannt wie der Innsbrucker Emo Henrich (1922–2009), der sich seine Firngleiter in den frühen 1950er Jahren patentieren ließ. Henrich, Mitglied des Innsbrucker Bergvereins „Bergvagabunden“, konstruierte die ersten Firngleiter zusammen mit seinem Vereinskollegen Otto Streng. 1955 begann die serienmäßige Produktion, bereits 1960 veranstalteten die Bergvagabunden das erste Figlrennen. 1961 fand das erste öffentlich ausgeschriebene Figlrennenn statt, 1966 wurde ein Reglement erstellt. 1972 fand die erste österreichische Meisterschaft statt, 1984 die erste (noch inoffizielle) Europameisterschaft. 1986 schuf der Österreichische Skiverband erstmals ein eigenes Referat für Firngleiten. Die ersten Weltmeisterschaften fanden 1987 und 1989 statt.
1990 wurde Figln in Österreich offiziell als Sport anerkannt und die erste offizielle Meisterschaft durchgeführt, 1995 folgte die Anerkennung durch die FIS und die erste offizielle Europameisterschaft. Ab 2000 folgte die Entwicklung des Fun-Carver als Weiterentwicklung des Firngleitens im Wettkampfsport. Das klassische Firngleiten im alpinistischen Kontext hingegen ist in den vielen Jahrzehnten seit seiner Erfindung weitgehend unverändert geblieben.